# Edwin Porter Arrowsmith
Edwin Porter Arrowsmith (1909-1992) fue un administrador colonial británico.

## Biografía

### Primeros años y familia
Era hijo del reverendo Edwin Arrowsmith y de su esposa Kathleen Eggleston Porter. Fue educado en el Cheltenham College, en Cheltenham, Inglaterra, y el Trinity College, de la Universidad de Oxford.
Se casó con Clondagh Connor, en 1936 y tuvieron dos hijas: Susan, que se casó con un oficial de la marina que conoció en las islas Malvinas y Jennefer.

### Carrera
Se unió al Colonial Office y fue comisionado asistente del distrito en el Protectorado de Bechuanalandia (actual Botsuana) en 1932, y en varios cargos allí entre 1933 y 1938, antes de ser trasladado a las Indias Occidentales Británicas, donde fue Comisionado de las Islas Turcas y Caicos de 1940 a 1946, y Administrador en Dominica entre 1946 y 1951.
Regresó a África por un período de seis años en 1951, como Comisionado Residente en Basutolandia (actual Lesoto), hasta 1956. Al año siguiente fue nombrado como Gobernador y Comandante en Jefe del territorio británico de ultramar de las Islas Malvinas, en litigio con Argentina, hasta 1964. En 1962, tras la creación del Territorio Antártico Británico fue nombrado como su primer Alto Comisionado, residiendo en Puerto Argentino/Stanley. En Malvinas, durante su gobierno modificó los impuestos para beneficiar a empresas británicas, como la Falkland Islands Company, e introdujo la pesca deportiva en los arroyos del archipiélago.
Luego de ello fue nombrado Director de la Oficina de Reasentamiento de Servicios en el Extranjero, de 1965 a 1979. Fue elegido Miembro del Consejo de Saint Dunstan's en 1965, siendo su presidente entre 1970 y 1985. También ha sido vicepresidente de la Sociedad Real de la Mancomunidad de Naciones para los Ciegos desde 1985; y presidente (de 1977 a 1983), y posteriormente vicepresidente (de 1984 a 1992) de la Freshwater Biological Association.
En 1950 fue nombrado compañero y en 1959 caballero comendador de la Orden de San Miguel y San Jorge.